# Rhynchothorax percivali
Rhynchothorax percivali is een zeespin uit de familie Rhynchothoracidae. De soort behoort tot het geslacht Rhynchothorax. Rhynchothorax percivali werd in 1976 voor het eerst wetenschappelijk beschreven door Clark. 